# Virandeville
Cet article possède un paronyme, voir Viriville.
Virandeville est une commune française, située dans le département de la Manche en région Normandie, peuplée de 771 habitants.

## Géographie

### Localisation
La commune est située au nord-ouest de la péninsule du Cotentin.
Son bourg, est à 9 km au nord-est des Pieux, à 12 km au sud-ouest de Cherbourg-Octeville, à 16 km au nord-ouest de Bricquebec et à 16 km au sud-est de Beaumont-Hague.
Les communes limitrophes sont Teurthéville-Hague, Couville, Saint-Christophe-du-Foc et Sideville.

### Géologie et relief
Le point culminant (95 m) se situe en limite sud, près du lieu-dit la Vallée. Le point le plus bas (31 m) correspond à la sortie de la Divette du territoire, au nord. La commune est bocagère.

### Hydrographie
La commune est située dans le bassin Seine-Normandie. Elle est drainée par la Divette, le Marvis, le ruisseau de Houlbecq, le fossé 01 de la Gaule, le ruisseau de Trotte-Boeuf et un autre petit cours d'eau,.
La Divette, d'une longueur de 28 km, prend sa source dans la commune de Bricquebosq et se jette dans la Manche à Cherbourg-en-Cotentin, après avoir traversé huit communes. 

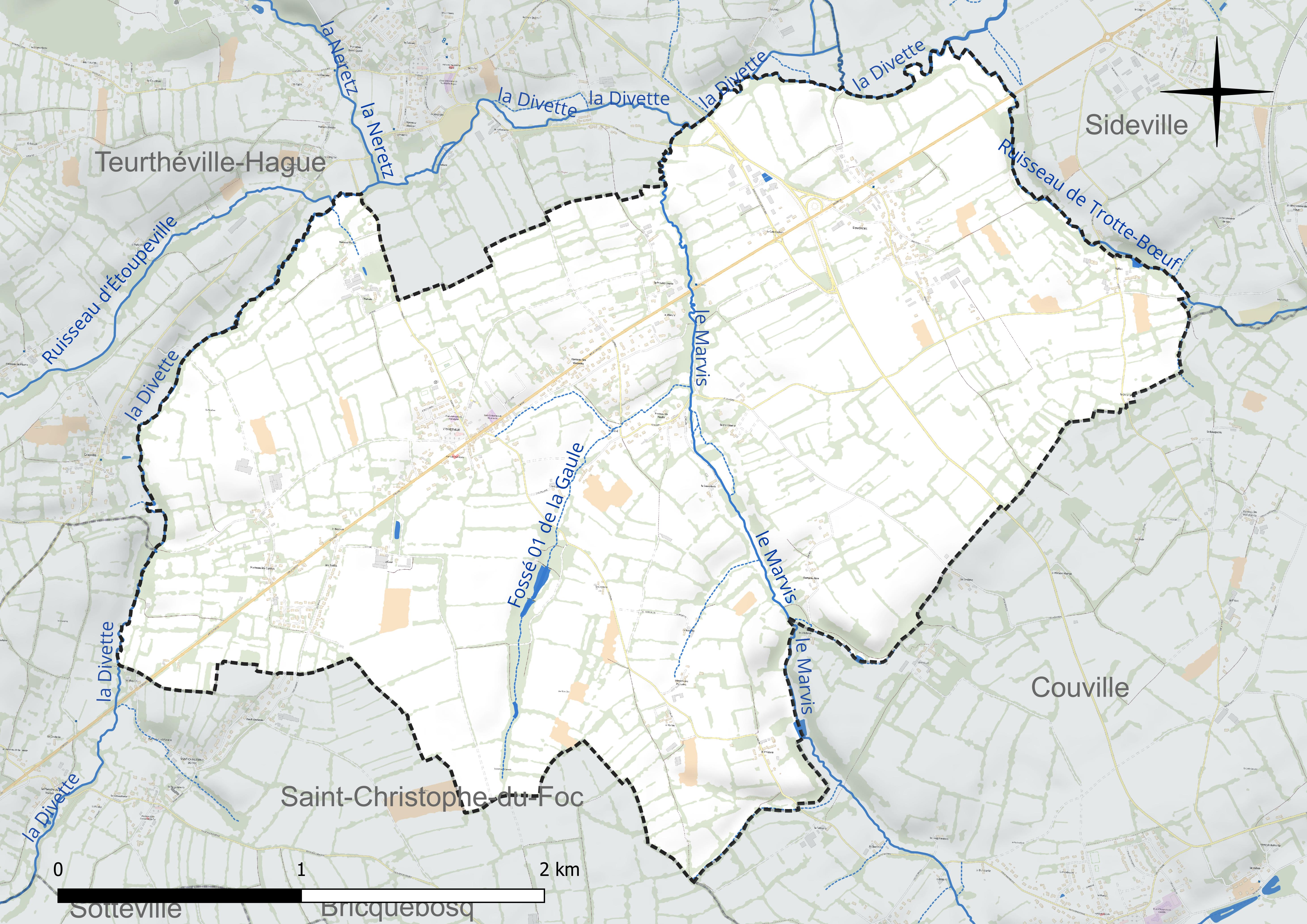
Réseau hydrographique de Virandeville.

### Climat
Pour des articles plus généraux, voir Climat de la Normandie et Climat de la Manche.
En 2010, le climat de la commune est de type climat océanique franc, selon une étude du CNRS s'appuyant sur une série de données couvrant la période 1971-2000. En 2020, Météo-France publie une typologie des climats de la France métropolitaine dans laquelle la commune est exposée à un climat océanique et est dans la région climatique Normandie (Cotentin, Orne), caractérisée par une pluviométrie relativement élevée (850 mm/a) et un été frais (15,5 °C) et venté. Parallèlement le GIEC normand, un groupe régional d’experts sur le climat, différencie quant à lui, dans une étude de 2020, trois grands types de climats pour la région Normandie, nuancés à une échelle plus fine par les facteurs géographiques locaux. La commune est, selon ce zonage, exposée à un « climat maritime », correspondant au Cotentin et à l'ouest du département de la Manche, frais, humide et pluvieux, où les contrastes pluviométrique et thermique sont parfois très prononcés en quelques kilomètres quand le relief est marqué.
Pour la période 1971-2000, la température annuelle moyenne est de 10,9 °C, avec une amplitude thermique annuelle de 11,2 °C. Le cumul annuel moyen de précipitations est de 926 mm, avec 14,5 jours de précipitations en janvier et 7,7 jours en juillet. Pour la période 1991-2020, la température moyenne annuelle observée sur la station météorologique la plus proche, située sur la commune de Cherbourg-en-Cotentin à 11 km à vol d'oiseau, est de 12,1 °C et le cumul annuel moyen de précipitations est de 963,9 mm,. Pour l'avenir, les paramètres climatiques de la commune estimés pour 2050 selon différents scénarios d’émission de gaz à effet de serre sont consultables sur un site dédié publié par Météo-France en novembre 2022.

## Urbanisme

### Typologie
Au 1er janvier 2024, Virandeville est catégorisée commune rurale à habitat dispersé, selon la nouvelle grille communale de densité à sept niveaux définie par l'Insee en 2022.
Elle est située hors unité urbaine.
Par ailleurs la commune fait partie de l'aire d'attraction de Cherbourg-en-Cotentin, dont elle est une commune de la couronne,. Cette aire, qui regroupe 77 communes, est catégorisée dans les aires de 50 000 à moins de 200 000 habitants,.

### Occupation des sols
L'occupation des sols de la commune, telle qu'elle ressort de la base de données européenne d’occupation biophysique des sols Corine Land Cover (CLC), est marquée par l'importance des territoires agricoles (89,1 % en 2018), en diminution par rapport à 1990 (96,8 %).
La répartition détaillée en 2018 est la suivante : prairies (47,6 %), terres arables (38,3 %), zones urbanisées (10,9 %), zones agricoles hétérogènes (3,2 %).

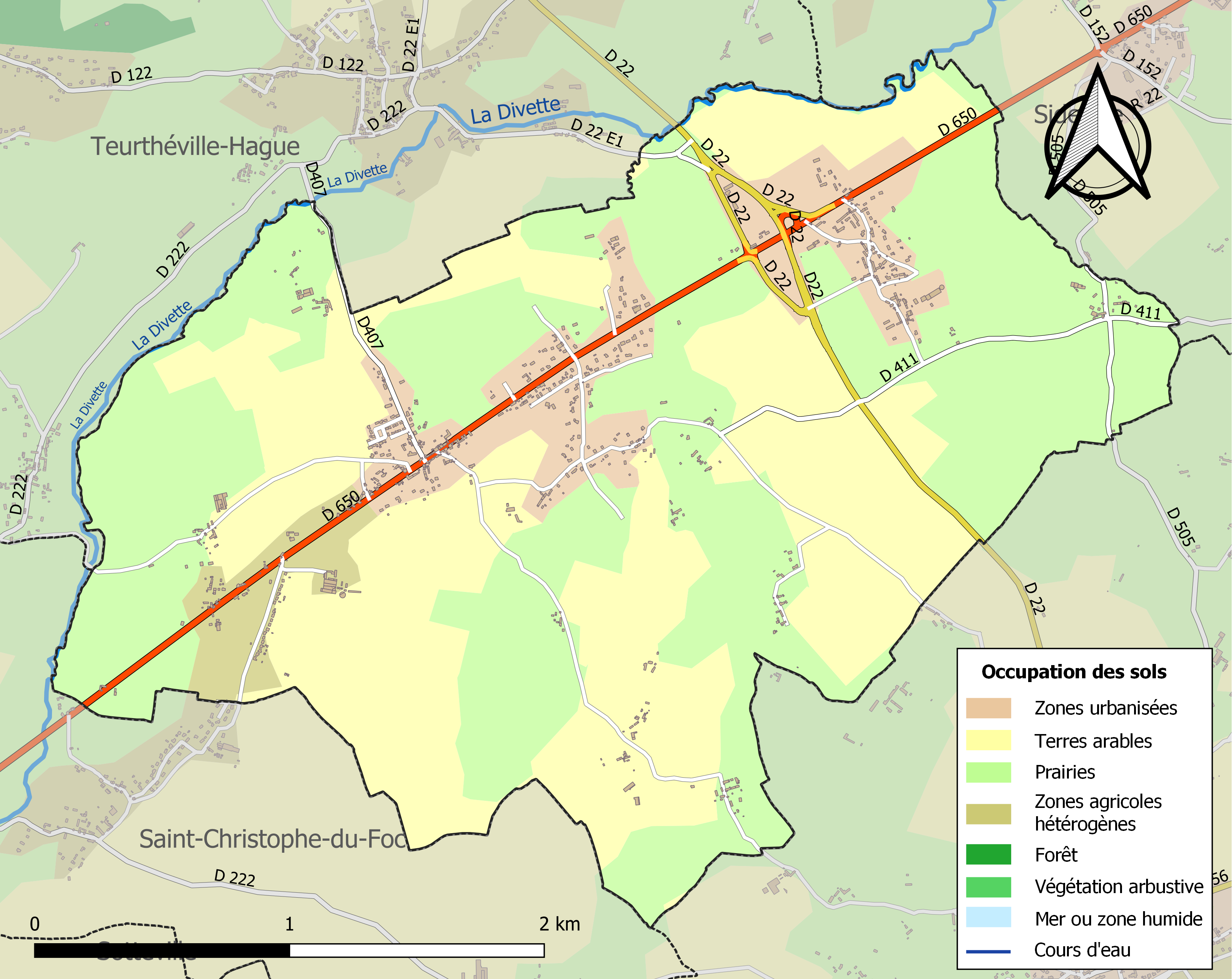
Carte des infrastructures et de l'occupation des sols de la commune en 2018 (CLC).

L'évolution de l’occupation des sols de la commune et de ses infrastructures peut être observée sur les différentes représentations cartographiques du territoire : la carte de Cassini (XVIIIe siècle), la carte d'état-major (1820-1866) et les cartes ou photos aériennes de l'IGN pour la période actuelle (1950 à aujourd'hui).

### Lieux-dits, hameaux et écarts
La commune compte plusieurs hameaux et écarts : les Contes, les Taillis, les Vincents, le Plavé, Née, le Prieuré.

### Logement
En 2019, le nombre total de logements dans la commune était de 381, alors qu'il était de 363 en 2014 et de 347 en 2009.
Parmi ces logements, 92,4 % étaient des résidences principales, 1,3 % des résidences secondaires et 6,4 % des logements vacants. Ces logements étaient pour 97,6 % d'entre eux des maisons individuelles et pour 1,6 % des appartements.
Le tableau ci-dessous présente la typologie des logements à Virandeville en 2019 en comparaison avec celle de la Manche et de la France entière. Une caractéristique marquante du parc de logements est ainsi une proportion de résidences secondaires et logements occasionnels (1,3 %) inférieure à celle du département (15 %) mais supérieure à celle de la France entière (9,7 %). Concernant le statut d'occupation de ces logements, 77,1 % des habitants de la commune sont propriétaires de leur logement (74,8 % en 2014), contre 63,4 % pour la Manche et 57,5 pour la France entière.
| Typologie                                               | Virandeville | Manche | France entière |
| ------------------------------------------------------- | ------------ | ------ | -------------- |
| Résidences principales (en %)                           | 92,4         | 76,6   | 82,1           |
| Résidences secondaires et logements occasionnels (en %) | 1,3          | 15     | 9,7            |
| Logements vacants (en %)                                | 6,4          | 8,4    | 8,2            |

## Toponymie
Le toponyme est attesté sous la forme Virandevilla vers l'an mil. Le latin villa (« domaine rural ») serait ici précédé du dérivé d'un nom de personne germanique, Wirandus pour René Lepelley, Wirant pour Albert Dauzat.

## Histoire

### Moyen Âge
Le 15 février 1412, Guillaume Carbonnel, chambellan du roi, rend hommage au roi pour les fiefs de Virandeville, Barneville, la Hague à Auderville et Foucarville,. La seigneurie de Virandeville échoit à la famille du Saussey, à la suite du mariage de Guillemette Carbonnel, fille de Richard IV Carbonel frère de Guillaume, avec Guillaume du Saussey.
En 1452, Colin III Basan hérite des fiefs de Virandeville, Gatteville, Ravenoville, Carneville et de la vavassorie de Beaurepaire.

### Temps modernes
En 1567, Martin Symon, sieur de Virandeville, est taxé pour ce fief de 12 livres dans le rôle des nobles et roturiers, au titre du ban et de l'arrière ban de la vicomté de Coutances, réalisé par Gilles Dancel, seigneur d'Audouville, lieutenant général du bailli de Cotentin, tenu à Coutances les 20-22 octobre. Le fief de Virandeville, qui valait un quart de fief de haubert, était tenu du roi sous la vicomté de Saint-Sauveur-le-Vicomte.

### Révolution française et Empire
Pendant la Révolution, les reliques de Thomas Hélye furent cachées, jusqu'en 1803, dans une maison du bourg ; la chapelle de Thomas Hélye à Biville ayant été profanée.

## Politique et administration

### Rattachements administratifs et électoraux

#### Rattachements administratifs
La commune se trouve depuis 1811 dans l'arrondissement de Cherbourg-Octeville du département de la Manche.
Elle a fait partie de 1801 à 1973 du canton d'Octeville, année où elle intègre le canton d'Equeurdreville-Hainneville. Dans le cadre du redécoupage cantonal de 2014 en France, cette circonscription administrative territoriale a disparu, et le canton n'est plus qu'une circonscription électorale.

#### Rattachements électoraux
Pour les élections départementales, la commune fait partie depuis 2014 du canton de Cherbourg-en-Cotentin-3
Pour l'élection des députés, elle fait partie de la quatrième circonscription de la Manche.

### Intercommunalité
Virandeville était membre de la communauté de communes de Douve et Divette, un établissement public de coopération intercommunale (EPCI) à fiscalité propre créé en 1992 et auquel la commune avait transféré un certain nombre de ses compétences, dans les conditions déterminées par le code général des collectivités territoriales.
Dans le cadre des dispositions de la loi portant nouvelle organisation territoriale de la République du 7 août 2015, qui prévoit que les établissements publics de coopération intercommunale (EPCI) à fiscalité propre doivent avoir un minimum de 15 000 habitants, cette intercommunalité a fusionné avec ses voisines pour former, le 1er janvier 2017, la communauté d'agglomération du Cotentin dont est désormais membre la commune.

### Administration municipale
Compte tenu de la population de la commune, son Le conseil municipal est composé de quinze membres dont le maire et ses adjoints.

### Liste des maires
| Période                                                                                      | Période        | Identité                | Étiquette | Qualité |
| -------------------------------------------------------------------------------------------- | -------------- | ----------------------- | --------- | --- |
| Les données manquantes sont à compléter.                                                     |                |                         |           | |
| 1792                                                                                         | 1793           | Thomas Douesnard        |           | |
| 1793                                                                                         | 1795           | Charles Néez            |           | |
| 1795                                                                                         | 1797           | Hippolyte Le Barbenchon |           | |
| 1798                                                                                         |                | Jean Duval              |           | |
| 1800                                                                                         | 1803…          | Hippolyte Le Barbenchon |           | |
| …1805                                                                                        | 1811           | François Maurouard      |           | |
| 1811                                                                                         | 1816           | Hervé Hyacinthe Lefevre |           | |
| 1817                                                                                         | 1822           | Jacques Le Barbenchon   |           | |
| 1822                                                                                         | 1830           | Adrien Vincent          |           | |
| 1830                                                                                         | 1834           | Louis Lemarinel         |           | |
| 1835                                                                                         | 1837           | Olympe Le Barbenchon    |           | |
| 1837                                                                                         | 1848           | Hervé Lefevre           |           | |
| 1848                                                                                         | 1880           | Edmond Lemarquand       |           | |
| 1880                                                                                         | 1881           | François Lemarinel      |           | faisant fonction |
| 1881                                                                                         | 1885           | Thomas Douesnard        |           | |
| 1885                                                                                         | 1919           | Henri Lelong            |           | |
| 1919                                                                                         | 1925           | Amédée Le Garçon        |           | |
| 1925                                                                                         | 1940           | Victor Destres          |           | |
| 1940                                                                                         | 1944           | André Viste             |           | |
| 1944                                                                                         | 1947           | Henri Leflambe          |           | |
| 1947                                                                                         | 1970           | André Viste             |           | |
| 1970                                                                                         | 1977           | Marcel Tourainne        |           | |
| 1977                                                                                         | novembre 1981  | Louis Labbé             |           | Mort en fonction |
| nov. 1981                                                                                    | printemps 2021 | Yves Henry,             | SE        | Ancien employé de banque Attaché parlementaire d'Anne Heinis de 1992 à 2001 Officier de l’ordre national du Mérite Démissionnaire |
| mai 2023                                                                                     | En cours       | Stéphane Olivier        |           | |
| Une partie des données est issue d'une liste établie par Jean Pouëssel et Françoise Travert. |                |                         |           | |

## Population et société
Les habitants de la commune sont appelés les Virandevillais

### Démographie
L'évolution du nombre d'habitants est connue à travers les recensements de la population effectués dans la commune depuis 1793. Pour les communes de moins de 10 000 habitants, une enquête de recensement portant sur toute la population est réalisée tous les cinq ans, les populations de référence des années intermédiaires étant quant à elles estimées par interpolation ou extrapolation. Pour la commune, le premier recensement exhaustif entrant dans le cadre du nouveau dispositif a été réalisé en 2005.

En 2022, la commune comptait 771 habitants, en évolution de −3,26 % par rapport à 2016 (Manche : −0,31 %, France hors Mayotte : +2,11 %).
| 1793 | 1800 | 1806 | 1821 | 1831 | 1836 | 1841 | 1846 | 1851 |
| ---- | ---- | ---- | ---- | ---- | ---- | ---- | ---- | ---- |
| 605  | 569  | 714  | 848  | 999  | 840  | 806  | 789  | 769  |

| 1856 | 1861 | 1866 | 1872 | 1876 | 1881 | 1886 | 1891 | 1896 |
| ---- | ---- | ---- | ---- | ---- | ---- | ---- | ---- | ---- |
| 732  | 743  | 666  | 625  | 621  | 604  | 622  | 595  | 513  |

| 1901 | 1906 | 1911 | 1921 | 1926 | 1931 | 1936 | 1946 | 1954 |
| ---- | ---- | ---- | ---- | ---- | ---- | ---- | ---- | ---- |
| 491  | 504  | 520  | 497  | 512  | 518  | 521  | 532  | 506  |

| 1962 | 1968 | 1975 | 1982 | 1990 | 1999 | 2005 | 2006 | 2010 |
| ---- | ---- | ---- | ---- | ---- | ---- | ---- | ---- | ---- |
| 536  | 504  | 468  | 631  | 731  | 762  | 752  | 754  | 804  |

| 2015 | 2020 | 2022 | - | - | - | - | - | - |
| ---- | ---- | ---- | - | - | - | - | - | - |
| 796  | 777  | 771  | - | - | - | - | - | - |

Virandeville a compté jusqu'à 999 habitants en 1831.

### Sports et loisirs
Le chemin de randonnée du Tour de la Hague y passe.

### Cultes
L'église Saint-Amand est désormais rattachée à la nouvelle paroisse catholique Sainte-Bernadette du doyenné de Cherbourg-Hague.

## Économie
La commune allie ruralité et commerce, avec boulangerie, boucherie, alimentation, bar-tabac-presse, restaurant, salon de coiffure, pharmacie, médecin et infirmière.

## Culture locale et patrimoine

### Lieux et monuments
- Église Saint-Amand des XVIe – XVIIe siècles. Elle abrite un maître-autel du XVIIe et une chaire à prêcher du XVIIIe[26].
- Château de Virandeville bâtie en 1752 par Gille Le Fèvre, seigneur de Virandeville et Baudritot.
- Bâtiment de l'ancien prieuré bénédictin de Sainte-Croix dépendant, de Saint-Sauveur, fondé en 1197[39] par Roger de Teuthéville[26],[Note 5]. L'ancienne chapelle du XVe siècle a été transformée en habitation.
- Croix de cimetière du XVIIe siècle et croix de chemin dites croix du Prieuré du XVIe siècle et la Grosse Croix du XVIIe siècle.

L'église Saint-Amand
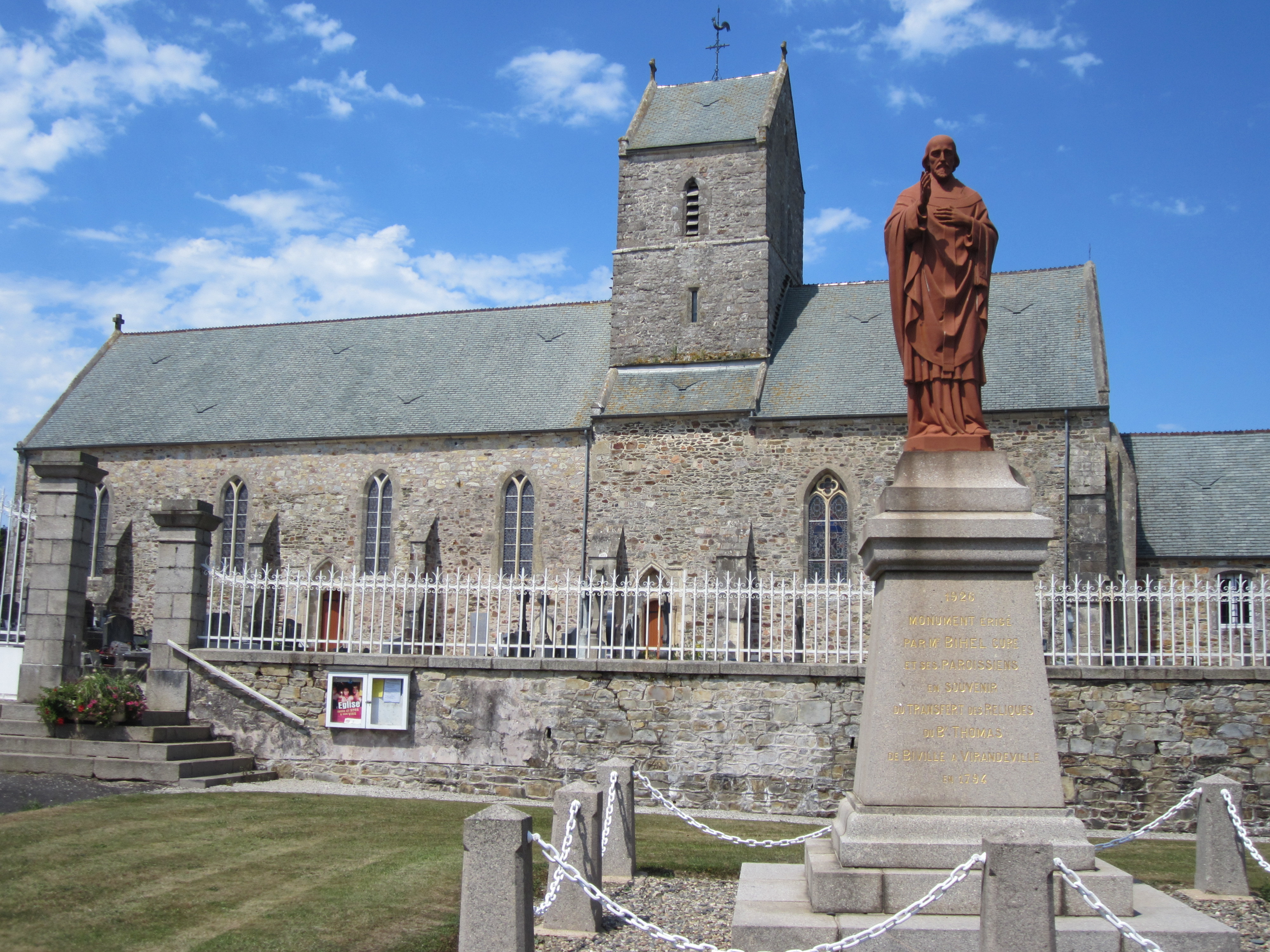
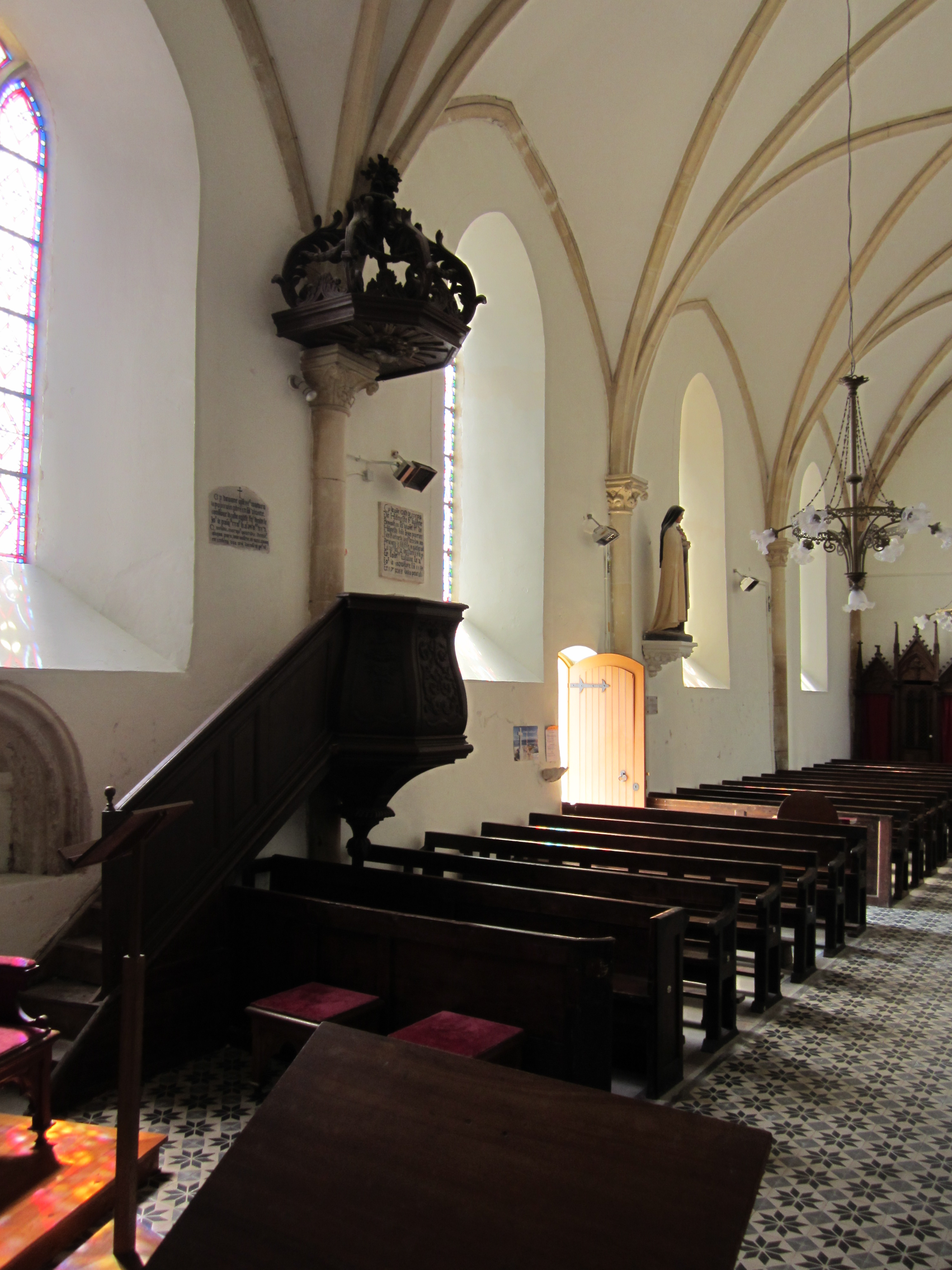
La chaire.
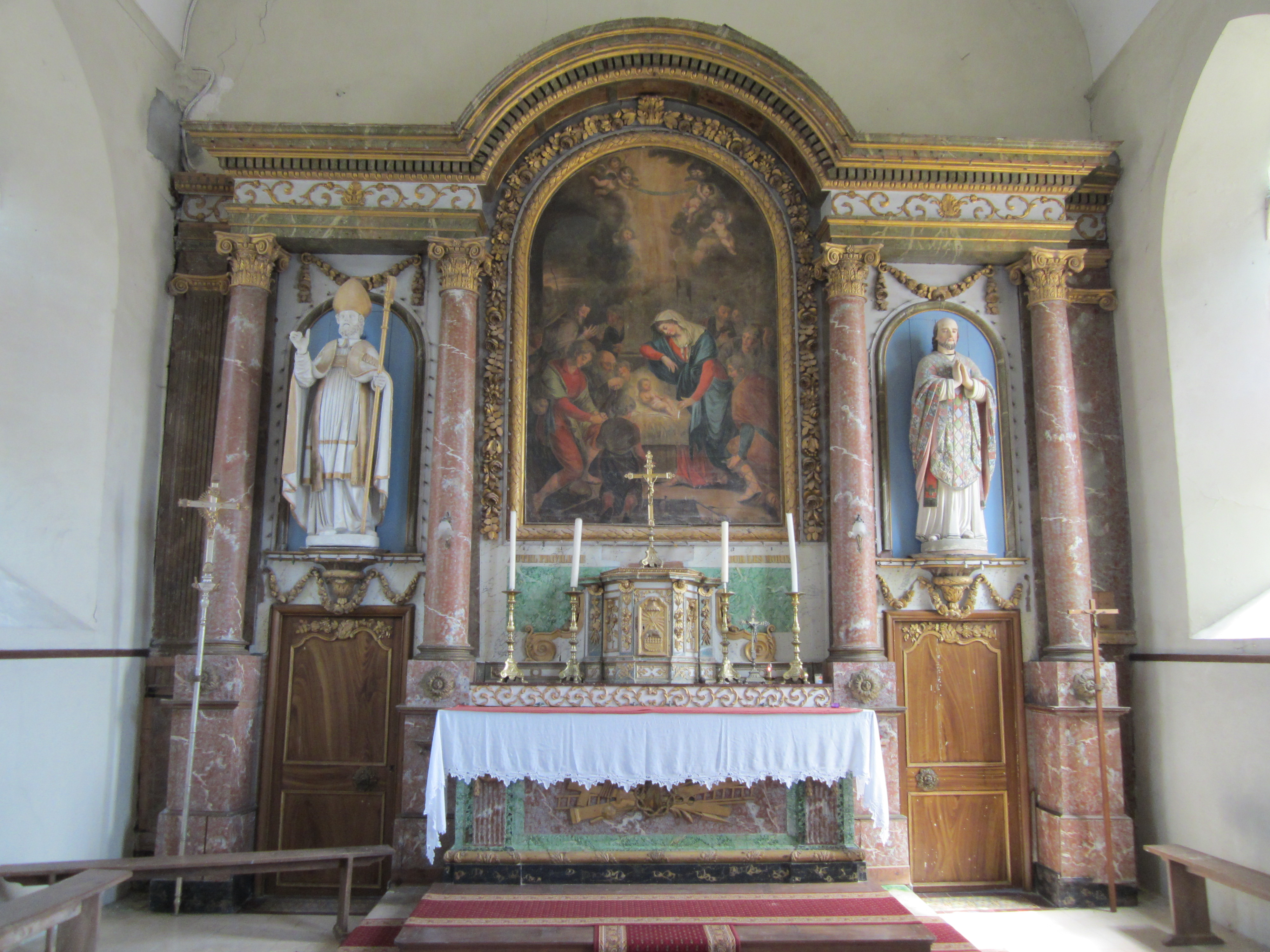
Le maître-autel et son retable.
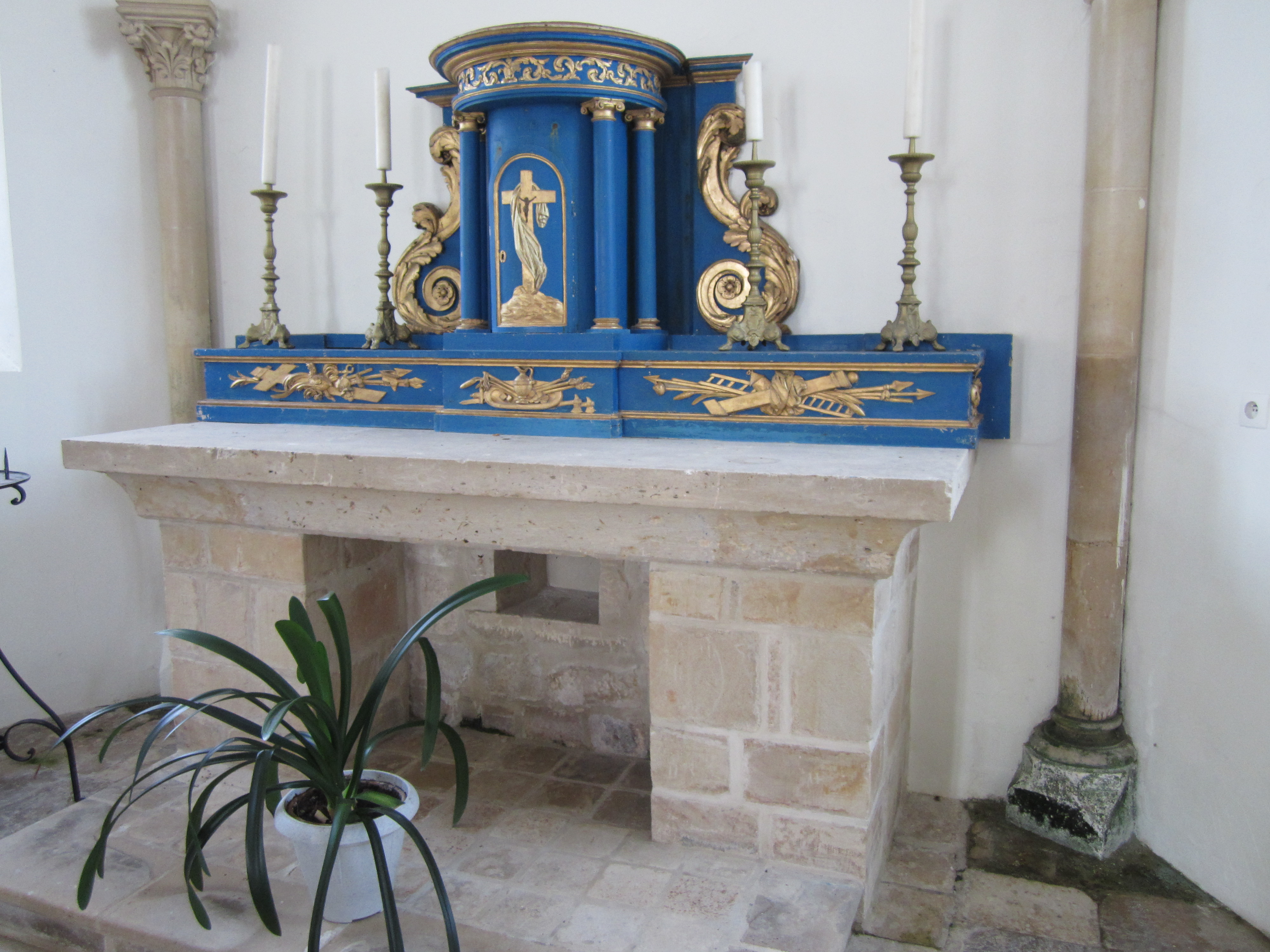
Autel secondaire.
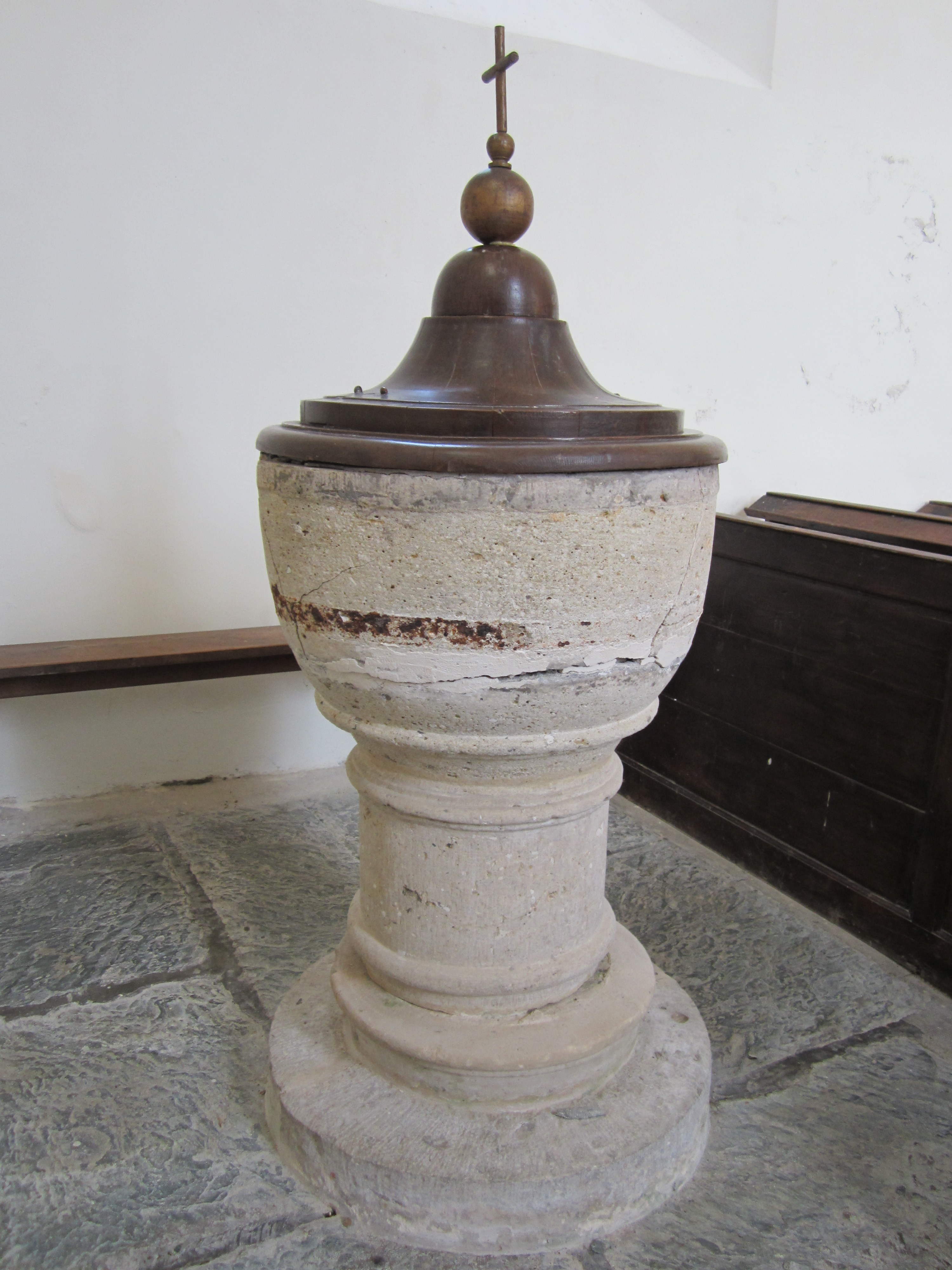
Les fonts baptismaux.

- Restes d'une motte castrale au Clos du Pilastre[41]. Le tertre, situé au sud, sur le rebord du plateau, a été presque totalement détruit, et il n'en subsisterait que les fossés[42].
- Donjon cylindrique d'un ancien château fort dans le château du XVIIe siècle[41],[42].

### Personnalités liées à la commune
- Francis Eustache (Virandeville, 1955 -), chercheur spécialisé dans les maladies de la dégénérescence du cerveau.